# Cala d'Hort

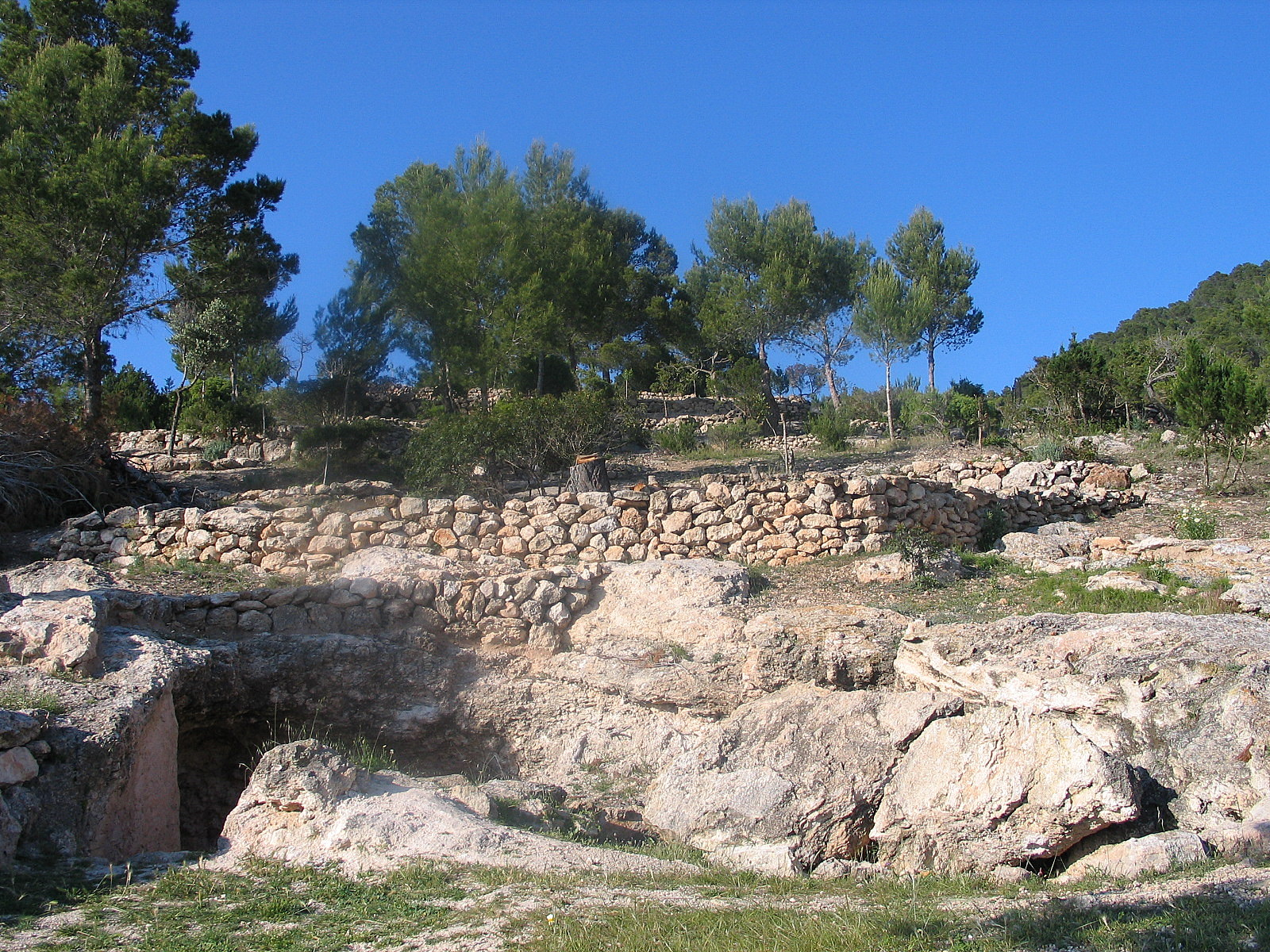
Restes fenícies prop de la platja.

La Cala d'Hort és una platja i una antiga vénda de l'illa d'Eivissa situada a 11 km de Sant Josep de Sa Talaia.
És una costa amb unes vistes magnífiques de l'illa d'Es Vedrà i Es Vedranell.
Té aproximadament uns 200m de llarg i 30 d'ample.
Aquest entrant de mar en forma de ve es caracteritza per tenir unes dimensions grans, un litoral obert, irregular, agrest i abrupte, penya-segats alts que l'envolten, poblats per pins i bosc baix, un talús de sorra blanca i de gra mitjà, una presència de vents fluixos, un pendent suau, així com unes aigües transparents sobre un fons sorrenc.
A la platja es poden trobar tres restaurants de peix diferents, i un d'ells té accés des de la carretera de Sant Josep (es Boldado)

## Com arribar-hi
L'accés per carretera és senzill seguint atentament la senyalització viària i els desviaments. L'últim tram del recorregut es realitza per una carretera amb una baixada vertiginosa, donant-se un desnivell del 15 per cent. El vehicle particular es podrà estacionar de manera gratuïta pels voltants. En els mesos de juliol i agost està força massificada de manera que el cotxe s'haurà de deixar a dalt de la costa i baixar caminant.